# Lam Tara Towers
Lam Tara Towers foi um projeto abandonado planejado para ser composto por duas torres em Dubai, nos Emirados Árabes Unidos. Elas deveriam ser construídas ao longo da Avenida Sheikh Zayed, em frente à Millennium Tower. A Torre Bin Manama 1 foi projetada para ter 454 metros de altura, ao passo que Torre Bin Manama 2 deveria alcançar 384 m. No entanto, em dezembro de 2010 a construção foi cancelada.